# Villyó
Villyó (horvátul: Viljevo) falu és község Horvátországban, Eszék-Baranya megyében.

## Fekvése
Eszéktől légvonalban 52, közúton 61 km-re északnyugatra, Nekcsétől légvonalban 29, közúton 41 km-re északra, Alsómiholjáctól 9 km-re nyugatra, a Szlavóniai-síkságon, a Dráva jobb partján, az Alsómiholjácról Szalatnokra menő út mentén fekszik.

## A község települései
A községhez Blanje, Bockovac, Cret Viljevski, Ivanovo, Kapelna, Krunoslavje és Villyó települések tartoznak.

## Története
A régészeti leletek tanúsága szerint területén már az őskortól fogva éltek emberek. A „Valenovac” nevű lelőhelyen a 882/3 helyrajzi számú földrészlet északnyugati sarkában, egy kis ovális magaslaton a középső neolitikum időszakát záró Sopot-Bicske kultúra leletei, kerámiák töredékei és kőszerszámok kerültek elő. A „Šaš” nevű lelőhelyen, a 886 helyrajzi szám nyugati részén a hasonló korú őskori leletek mellett néhány római kori és újkori lelet is előkerült.
Villyó nevének eredete máig sem tisztázott. Az általánosan elfogadott szemlélet szerint a név a latin „villa” főnévből származik, mely szélesebb értelemben véve települést jelent.
Villyó Árpád-kori település. Első írásos említése „Vyllou” alakban II. András király 1228-ban kelt oklevelében történt, melyben a Tétény nembeli Pukuri Benedek unokájának Marcellnak és testvéreinek „Ozyag” nevű birtokuk határairól bizonyságlevelet ad ki. 1281-ben a raholcai uradalom részeként a Geregye nemzetséghez tartozó Acho mester birtoka volt, aki a birtokot 1311 előtt a Csák nemzetségbeli [Újlaki] Ugrin Maran fia Zeno-nak adományozta. 1317-ben Ugrin fia Miklós a birtokadományt megújította Maran fia András részére. Plébániája az 1333-as és 1334-es pápai tizedjegyzékben is szerepel.
A 16. században általában „Villyo” néven említik. A török a térség településeivel együtt 1537-ben szállta meg. A török uralom idején 1579-ben „Viljeva”, 1618-ban, 1623-ban és 1647-ben „Viglievo”,  1649-ben „Viglevo” néven szerepel a korabeli forrásokban. Az 1618-as egyházlátogatás a Szent András plébániatemplomot romos állapotban, ablakok és ajtó nélkül, lerombolt oltárral, befedetlen tetővel találta. A török uralom 1687-ig tartott. A török kiűzése után a feljegyzések szerint a szerb martalócok zaklatásai miatt a lakosság elhagyta a régi települést és a jobban védhető mai helyére települt át. A templom közelében ekkor még látszottak egy régi épület maradványai, melyet a hagyomány bencés kolostor romjainak tartott. Az 1698-as kamarai összeírás a települést „Villyevo” néven említi.
Az első katonai felmérés térképén „Vilievo” néven található. Lipszky János 1808-ban Budán kiadott repertóriumában „Viljevo” néven szerepel. Nagy Lajos 1829-ben kiadott művében „Viljevo” néven 36 házzal, 212 katolikus vallású lakossal találjuk.
1857-ben 1924, 1910-ben 1918 lakosa volt. Verőce vármegye Alsómiholjáci járásához tartozott. Az 1910-es népszámlálás adatai szerint lakosságának 83%-a horvát, 14%-a magyar, 2%-a német anyanyelvű volt. Az első világháború után 1918-ban az új szerb-horvát-szlovén állam, majd később (1929-ben) Jugoszlávia része lett. A második világháború idején a magyar és német lakosságot elűzték. Sokakat a valpói gyűjtőtáborba hajtottak. 1991-ben lakosságának 99%-a horvát nemzetiségű volt. 2011-ben a falunak 1218 lakosa, a községnek összesen 2065 lakosa volt.

## Lakossága
| Lakosság változása | Lakosság változása | Lakosság változása | Lakosság változása | Lakosság változása | Lakosság változása | Lakosság változása | Lakosság változása | Lakosság változása | Lakosság változása | Lakosság változása | Lakosság változása | Lakosság változása | Lakosság változása | Lakosság változása | Lakosság változása |
| ------------------ | ------------------ | ------------------ | ------------------ | ------------------ | ------------------ | ------------------ | ------------------ | ------------------ | ------------------ | ------------------ | ------------------ | ------------------ | ------------------ | ------------------ | ------------------ |
| 1857               | 1869               | 1880               | 1890               | 1900               | 1910               | 1921               | 1931               | 1948               | 1953               | 1961               | 1971               | 1981               | 1991               | 2001               | 2011               |
| 1.924              | 1.898              | 1.550              | 1.752              | 1.949              | 1.918              | 1.805              | 2.025              | 2.190              | 2.221              | 1.945              | 1.693              | 1.437              | 1.318              | 1.340              | 1.218              |

## Nevezetességei
Szent András apostol tiszteletére szentelt római katolikus plébániatemploma a pécsi püspökség sematizmusa szerint 1280-ban épült. A török uralom idején elhagyatottan állt. Az 1618-as vizitáció romos állapotban találta. Misét sem mondtak benne. 1647-ben Marijan Maravić püspök feljegyzi, hogy Villyó területén egy Szent Péternek szentelt templom is állt, ahol misét celebrált, gyóntatott és bérmált. A Szent András templomot 1760 körül újjáépítették. A kórust 1837-ben építették. 1843-ban a templom megújításakor oratóriumot építettek hozzá. Két évvel később két új mellékoltár épült, a tetőt és a tornyot pedig bádoggal fedték be. Az orgonát 1852-ben vásárolták. Ez ma is a templomban található, de már nem használják. A templom utolsó megújítása 2001-ben történt. Régészeti feltárása 2017-ben kezdődött.

## Kultúra
- KUD „Đeram” Viljevo kulturális és művészeti egyesület.
- „Drski” Viljevo színjátszó társulat.

## Oktatás
A település első iskolája 1834-ben nyílt meg. 1993-ban a község önkormányzata kezdeményezésére, a régi iskola romlott állapota miatt elkészítették az új iskolaépület és a tornaterem terveit. Az alapkő 1994-es lerakása után megkezdték az építést és lerakták a gimnázium alapjait. Az új iskolát, az Ante Starčević Általános Iskolát 1995-ben nyitották meg, míg a gimnázium építése 2003-ban folytatódott, és végül 2005-ben fejeződött be. Ide járnak a szomszédos Monoszló község diákjai is.

## Sport
- Az NK Viljevo labdarúgóklubot 1949-ben alapították.
- ŠRD „Zlatni Karas” Viljevo sporthorgász egyesület.

## Egyesületek
- DVD Viljevo önkéntes tűzoltó egyesület.
- VZ Općine Viljevo községi tűzoltó egyesület.
- Moto klub „Rimljani” Viljevo motorosklub.
- Viljevo szarvasmarhatenyésztő és mezőgazdasági gépesítési egyesület.
- LD „Kuna” Viljevo vadásztársaság.